# Шелдал (Айова)
Шелдал (англ. Sheldahl) — місто (англ. city) в США, в округах Сторі, Полк і Бун штату Айова. Населення — 297 осіб (2020).

## Географія
Шелдал розташований за координатами 41°51′51″ пн. ш. 93°41′48″ зх. д. / 41.86417° пн. ш. 93.69667° зх. д. (41.864290, -93.696716).  За даними Бюро перепису населення США в 2010 році місто мало площу 2,18 км², уся площа — суходіл.

## Демографія
Згідно з переписом 2010 року, у місті мешкало 319 осіб у 124 домогосподарствах у складі 98 родин. Густота населення становила 146 осіб/км².  Було 132 помешкання (61/км²).
Расовий склад населення:
| - 98,7 % — білих - 0,3 % — корінних американців |

До двох чи більше рас належало 0,9 %. Частка іспаномовних становила 0,9 % від усіх жителів.
За віковим діапазоном населення розподілялося таким чином: 25,4 % — особи молодші 18 років, 58,3 % — особи у віці 18—64 років, 16,3 % — особи у віці 65 років та старші. Медіана віку мешканця становила 42,3 року. На 100 осіб жіночої статі у місті припадало 103,2 чоловіків;  на 100 жінок у віці від 18 років та старших — 96,7 чоловіків також старших 18 років.
Середній дохід на одне домашнє господарство  становив 57 073 долари США (медіана — 56 250), а середній дохід на одну сім'ю — 58 568 доларів (медіана — 56 250). За межею бідності перебувало 8,3 % осіб, у тому числі 19,1 % дітей у віці до 18 років та 0,0 % осіб у віці 65 років та старших.
Цивільне працевлаштоване населення становило 148 осіб. Основні галузі зайнятості: освіта, охорона здоров'я та соціальна допомога — 20,3 %, роздрібна торгівля — 19,6 %, будівництво — 14,2 %, транспорт — 12,8 %.